# 斜芝麻蝸牛
斜芝麻蝸牛（学名：Diplommatina prava）为芝麻蝸牛科芝麻蝸牛屬下的一个种。該物種主要分佈於臺灣全島。宜蘭、新北市烏來南勢溪、基隆暖暖區、高雄市甲仙寶斗山均發現該物種。該物種也是在台灣的芝麻蝸牛屬中體型最小的一個物種。